# جيمس لين (قسيس)
جيمس لين (بالصينية: 林锡黎) (و. 1918 – 2009 م) هو قسيس من الصين، والصين، توفي في ونجو، عن عمر يناهز 91 عاماً.

## التعليم
تعلم في Fu Jen Catholic University ‏
.